# Karl von Waldow und Reitzenstein (Politiker, 1858)
Karl Friedrich Ernst Eduard von Waldow und Reitzenstein (* 26. Januar 1858 in Königswalde; † 31. Januar 1945 ebenda) war Rittergutsbesitzer, Forstmann und Mitglied des Deutschen Reichstags.

## Leben
Karl von Waldow und Reitzenstein war der Sohn des Grundbesitzers Karl von Waldow und Reitzenstein (1818–1888) und der Elisabeth von Jacobs (1827–1878). Er besuchte das Gymnasium zu Potsdam, von 1874 bis 1878 die Klosterschule Roßleben, die Universität Göttingen und die Königliche Forstakademie Eberswalde. 1878 wurde er Mitglied des Corps Saxonia Göttingen, 1880 dann während seines Studiums in Eberswalde Mitglied der Akademischen Schützenhaus-Gesellschaft (ASG). 1882 wurde er zum Forstreferendar und 1885 zum Forstassessor ernannt. In diesem Jahr heiratete Karl von Waldow und Reitzenstein auf Stennewitz die Tochter des dortigen Gutsherrn Johanna Treichel-Stennewitz.
1891 folgte die Ernennung zum Königlichen Oberförster. Er schied aus dem Staatsforstdienst aus und übernahm das Rittergut Königswalde. Er war Kreisdeputierter, Mitglied des Kreistages, des Kreisausschusses, des Bezirksausschusses für den Regierungsbezirk Frankfurt a. O. und der Landwirtschaftskammer für die Provinz Brandenburg.
Von 1898 bis 1903 war er Mitglied des Deutschen Reichstags für den Wahlkreis Regierungsbezirk Frankfurt 5 (Oststernberg, Weststernberg) und die Deutschkonservative Partei. Der einflussreiche Grundbesitzer stand wirtschaftlich in guten Umständen, so dass der Eintrag im Jahrbuch der Millionäre des Königreiches Preußen nicht näher bestimmt werden muss, aber auch nicht überbewertet werden kann.
Sein umfangreicher Gutsbesitz auf Königswalde und Reitzenstein im ostbrandenburgischen Kreis Ost-Sternberg gelegen hatte kurz vor der großen Wirtschaftskrise 1929 einen Umfang von mindestens 10800 ha. Er war somit einer der größten Gutsherren in der Provinz Brandenburg.
Karl von Waldow und Reitzenstein war aktiv im Johanniterorden, jener für den evangelischen Landadel so wichtigen Kongregation. Er war jahrelang Leiter des Konvents und Kommendator der Brandenburgischen Provinzial-Genossenschaft.
Kurz nach Vollendung seines 87. Lebensjahres wurde er in seinem Besitz von sowjetischen Truppen getötet.